# Re.MEMBER
「Re.MEMBER」（リメンバー）は、Aice5の楽曲。牧穂エミが作詞、大川茂伸が作曲を手掛けた。Aice5の6枚目のシングルとして2007年9月5日にスターチャイルドから発売された。

## 収録曲
1. Re.MEMBER
  - 作詞:牧穂エミ、作曲・編曲:大川茂伸
2. 裏・友情物語
  - 作詞:有森聡美、作曲・編曲:川田瑠夏
3. 約束〜I will stand by you〜
  - 作詞・作曲:イズミカワソラ、編曲:太田美知彦
4. Re.MEMBER<off vocal version>
5. 裏・友情物語<off vocal version>
6. 約束〜I will stand by you〜<off vocal version>